# Aghooz Loo
Aghooz Loo (persiska: آغوزلو, اَغُّز لُّ, آقُوزلو, Āghūzlū) är en ort i Iran.   Den ligger i provinsen Zanjan, i den nordvästra delen av landet, 260 km väster om huvudstaden Teheran. Aghooz Loo ligger 1 922 meter över havet och antalet invånare är 627.
Terrängen runt Aghooz Loo är kuperad åt nordost, men åt sydväst är den platt.Runt Aghooz Loo är det ganska glesbefolkat, med 34 invånare per kvadratkilometer. Närmaste större samhälle är Zarrīnābād, 12,3 km söder om Aghooz Loo. Trakten runt Aghooz Loo består i huvudsak av gräsmarker.